# 祝祭の広場

「祝祭の広場」の看板付近より眺む。

祝祭の広場（しゅくさいのひろば）は、大分県大分市府内町にある都市型公園である。命名権導入による通称はトヨタカローラ大分 祝祭の広場

## 概要
大分市中心部の大分パルコ跡地に整備された公園である。面積約4,310m2で、可動式大型屋根、ステージ、芝生広場、移動式植栽コンテナ、トイレ、駐輪場（約100台分）、シェアサイクルの貸し出しポート等を備える。可動式大型屋根は大小の2基があり、それぞれ高さ11m、幅18mと高さ8m、幅16m。東西方向に最大67m動かすことができ、2枚を並べると長さは最長36mとなって約1,000人を収容することができる。移動には屋根に設置したソーラーパネルで発電した電力が用いられる。

## 経緯

### 前史
祝祭の広場の所在地にはかつて大分パルコがあったが、売り上げの落ち込みや賃貸借契約満了のため、2011年（平成23年）1月31日に閉店。大分パルコに代わる商業施設を誘致する動きもあったものの、跡地のビル及び土地は、2012年（平成24年）9月6日に医療法人恵愛会に売却されることとなった。恵愛会は、ビルを解体・新築して、大分市大手町にある大分中村病院を移転する予定としていたが、2017年（平成29年）5月23日に移転を断念し、土地を売却する方針を発表した。

### 大分市による取得と広場の建設
同年6月27日、大分市長佐藤樹一郎は、大分パルコ跡地を取得し、2019年（令和元年）に開催されるラグビーワールドカップ2019の関連イベントのスペースとしての活用も視野に、暫定的に広場として整備することを検討する意向を表明。大分市は跡地の入札に参加して優先交渉権を獲得し、11月20日に23億2,000万円で跡地を購入する契約を締結した。
広場の整備事業の設計者はプロポーザル方式で選考され、選考委員会には大分市出身の建築家、磯崎新が特別選考委員として加わった。2018年（平成30年）3月24日に行われた二次選考の結果、建設コンサルタントサニー・ヒュマス・ヨコミゾマコト建築設計事務所・都市企画工房共同提案体が最適任者に選定された。この案は、キャスター付きの植栽コンテナを移動させたり、大型の橋形クレーン2基に仮設の屋根を架けるなどして、目的に合わせて空間を自由に変化させることを目玉としていた。

### 設計変更
しかし、大型クレーンを仮設屋根の架設に利用することはクレーンの本来の用途とは異なり、労働安全衛生法に基づく規則違反にあたるのではないかとの指摘があり、大分市が大分労働局に問い合わせた結果、法令上は問題ないとの回答が得られたものの、2018年（平成30年）7月に発生した西日本豪雨を踏まえ、同年8月に自然災害への対応を考慮して、大型クレーンの設置は取りやめ、代わりに移動式大型屋根を設置することとなった。

### 完成後
祝祭の広場は2019年（令和元年）8月31日に竣工。9月7日に完成式典が挙行されて供用が始まった。9月28日から10月23日まではラグビーワールドカップ2019関連のイベントが行われ、11月1日から一般の利用が可能になった。
2020年（令和2年）10月1日に命名権が導入されて通称が「お部屋ラボ 祝祭の広場」となり、10月3日には幅約4.8m、高さ約2.8m（243型）の大型LEDビジョンの運用が開始された。また、10月1日にはグッドデザイン賞を受賞している。
2021年（令和3年）4月24日には、2020年東京オリンピックの聖火リレーのセレブレーション会場となった。

## 名称

### 仮称からの名称変更
大分市では2017年（平成29年）2月頃から、広場の仮称を「祝祭広場」として広報していたが、2018年（平成30年）3月に「祝祭広場」を商標登録している阪急阪神百貨店から使用中止の申し入れを受けた。阪急阪神百貨店は「祝祭広場」を2013年（平成25年）3月に特許庁に商標登録しており、阪急百貨店うめだ本店9階の催事場の名称として用いていた。そのため、大分市は広場の名称に「の」を入れて「祝祭の広場」とすることになった。

### 命名権
大分市では、「祝祭の広場」に命名権を設定することとし、2019年（令和元年）7月17日から8月15日まで売却先を公募した。期間は2019年（令和元年）9月から2023年（令和5年）3月までで、最低制限金額を4,300万円（月額100万円）としたが、複数の問い合わせはあったものの期限までに応募はなく、ラグビーワールドカップ2019の終了後に改めて募集を行うこととなった
。そして、再募集の結果、不動産会社豊後企画集団が命名権者となり、2020年（令和2年）10月1日から「お部屋ラボ 祝祭の広場」となった。契約期間は3年6ヶ月で、金額は3,360万円。。その後命名権は2024年9月にトヨタカローラ大分が新たに取得。